# Phileurus patruus
Phileurus patruus är en skalbaggsart som beskrevs av S. Endrödi 1978. Phileurus patruus ingår i släktet Phileurus och familjen Dynastidae. Inga underarter finns listade i Catalogue of Life.